# Школы грамматики арабского языка

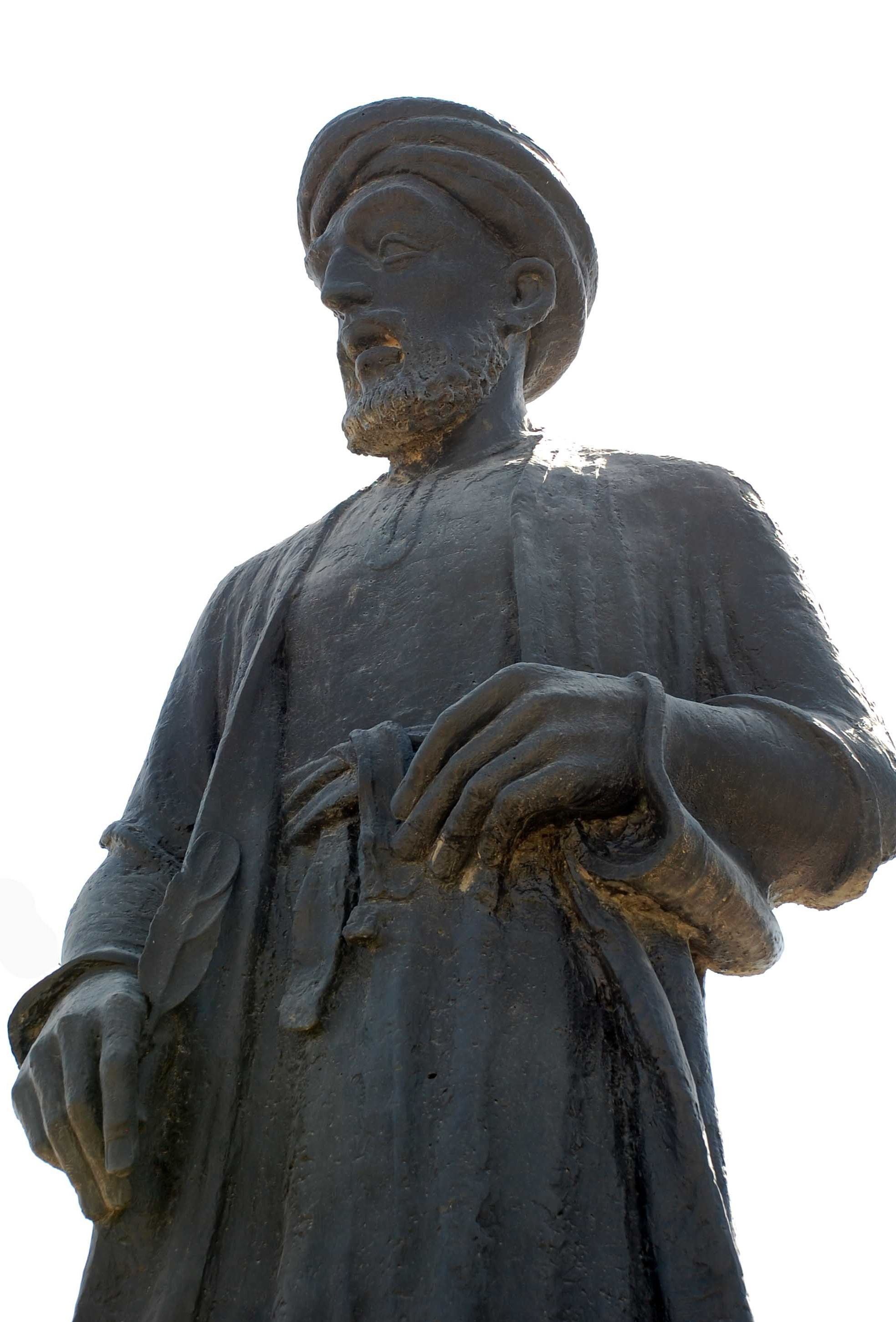
Статуя басрийского грамматика Халиля аль-Фарахиди в Басре.

Школы грамматики арабского языка (араб. المدارس النحوية‎) — лингвистические школы, начавшие формироваться с VIII века в крупнейших научных центрах Арабского халифата — городах Басра и Куфа. Первой была басрийская школа (المدرسة البصرية‎), основанная Абу Амром ибн аль-Ала. Затем появилась куфийская школа (المدرسة الكوفية‎), основателем которой считается Абу Джафар ар-Руаси. Позднее, в результате синтеза двух соперничавших школ, в столице халифата Багдаде появилась багдадская школа (المدرسة البغدادية‎), а различия между течениями исчезли окончательно.

## История

### Зарождение арабской грамматики
В арабской научной литературе нет достоверных данных об отправных точках возникновения арабского языкознания. Известны лишь места где берёт своё начало грамматическая наука — Басра и Куфа. Именно эти города, появившиеся вскоре после смерти исламского пророка Мухаммеда, стали политическими и научными центрами государства мусульман вплоть до основания великой столицы Аббасидов — Багдада.
Согласно самой распространённой версии, «изобретателем» арабской грамматики является Абу-ль-Асвад ад-Дуали — языковед, живший в эпоху правления Омейядов и умерший в Басре в 688 году. Полагали, что принципам грамматики его обучил сам праведный халиф Али ибн Абу Талиб. До поры до времени ад-Дуали не делился этими знаниями и уклонился от просьбы наместника Зияда ибн Абихи написать руководство для лучшего понимания Корана, но однажды, услышав ошибочное чтение аятов, всё-таки согласился удовлетворить просьбу Зияда. Существуют и иные варианты этой легенды. В одной из них Абу-ль-Асваду ад-Дуали отводится лишь роль исполнителя указаний халифа Али, которому и приписывается честь составления первой грамматики. Неизменным мотивом всех этих легенд с разными действующими лицами является практическая необходимость в своде грамматических правил арабского языка.
В научной литературе существуют несколько точек зрения на вопрос о возникновении арабской грамматической традиции. Одни учёные-востоковеды (А. Кремер, Э. Ренан, И. Вейсс) утверждают об автохтонном происхождении арабской лингвистики. Многочисленные приверженцы второй, «грекофильской» точки зрения констатируют о греческом происхождении арабской грамматики (К. Броккельман, А. Мец, И. Пицци, К. Уар, Т. Й. де Бур). В силу большого количества сторонников, второе мнение является наиболее научно разработанным. Третья точка зрения состоит в том, что арабы позаимствовали лингвистические знания у индийцев (К. Фоллерс). К этому мнению в своих поздних работах склонялся и Карл Броккельман.
Мнение «грекофилов» подкрепляется тем, что некоторые арабские грамматические термины являются буквальным переводом с греческого, а в разделении слов на части речи можно узнать категории речи из аристотелевской логики. Точно так же можно заметить сходства между системами индийской и арабской грамматики. Восемь групп звуков (махаридж), разделённых по физиологическому принципу, полностью соответствуют «местам» (стхана) в грамматике древнеиндийского лингвиста Панини. В делении звуков на «сильные» (шадид) и «слабые» (рахв), а также «свистящие» (сафир), «повторяющиеся» (такрир) и «колеблющиеся» (калкала) без сомнения можно узнать индийские праятна и анупрадана, хотя ничего подобного последней арабская звуковая система не имеет. По мнению В. Звегинцева, ошибочно приписывать истоки арабской грамматики какой-то одной стране, не учитывая того, что в момент её становления арабская цивилизация находилась под влиянием многих культур. Можно предположить, что при выполнении задачи создания своей грамматики арабы не стали изобретать всё с нуля, а обратились к уже сложившимся грамматическим системам греков и индийцев, которые к тому времени уже достигли наибольшего совершенства в этой сфере.

### Формирование басрийской грамматической школы
Басрийская школа зародилась раньше, чем куфийская. В числе представителей первого поколения басрийских языковедов значатся Иса ибн Умар ас-Сакафи, Абу Амр ибн аль-Ала, который считается её основателем, и Юнус ибн Хабиб ад-Дабби. Иса ас-Сакафи был известным чтецом Корана, которого позднее стали считать одним из основателей грамматики. Утверждали, что он написал около 70 трудов в этой области, а знаменитая «Книга» Сибавейхи была в основном составлена им. Как и у ас-Сакафи, грамматика не была основной деятельностью Абу Амра ибн аль-Ала, который в первую очередь известен как один из семи канонических чтецов. Последний из этой тройки — раб-вольноотпущенник Юнус ибн Хабиб, персидского или арамейского происхождения, был учеником Абу Амра и прожил почти сто лет, всецело посвятив себя науке. Сочинения этих авторов не сохранились, но влияние их можно проследить в более поздних трудах по грамматике.
Работы, начатые упомянутыми основателями басрийской школы, были завершены Халилем аль-Фарахиди. Ему приписывают изобретение арабской метрики и первый арабский словарь под названием «Книга Айна». Этот словарь примечателен тем, что слова в нём расположены не в алфавитном порядке, а согласно фонетико-физиологическому принципу, что в точности соответствует санскритским грамматикам. Также в классификации наук в «Книге Айна» заметно влияние греческой науки.
Перс по происхождению, Сибавейхи прибыл в Басру и стал учеником Халиля в возрасте 32 лет. Он приложил большие усилия для ясного и лёгкого выражения своих мыслей на арабском языке, но вплоть до самой смерти его письменная речь превосходила устную речь по изящности и простоте. После смерти учителя Сибавейхи перебрался в Багдад, где состоялся учёный диспут с куфийцем аль-Кисаи. Пустынный бедуин, выступивший в качестве арбитра, присудил победу аль-Кисаи, а потерпевший поражение Сибавейхи вернулся к себе на родину, где и умер в 793 или 796 году. В «Книге» Сибавейхи, которая является главной его заслугой, изложена вся арабская грамматика в завершённом виде. В этом чрезвычайно обширном труде сформулированы все возможные грамматические частности, которые снабжены большим количеством примеров из Корана и древней арабской поэзии. «Книга» приобрела такой колоссальный авторитет, что даже соперники из Куфы отдавали ей должное.
Несмотря на все свои достоинства, «Книга» была громоздкой и не годилась для преподавания иноземцам, оставаясь учёным трудом для специалистов по филологии. Она нуждалась в переработке, которой вскоре после смерти Сибавейхи занялся один из его учителей — аль-Ахфаш. Последующие поколения учёных не смогли внести ничего существенного в «Книгу» и активно приступили к сбору и классификации богатого словарного и фразеологического запаса арабского языка. Наиболее выдающихся достижений на этом поприще достиг современник Сибавейхи, басриец аль-Асмаи и его ученик Абу Убайда.
Одной из самых блистательных фигур басрийской школы является аль-Мубаррад. Его учителями были самые выдающиеся учёные Басры и Куфы, он отличался острым умом и красноречием, которые принесли ему широкую известность среди населения. По легенде, именно это обстоятельство стали причиной зависти со стороны куфийца Са’лаба, которое затем вылилось в длительное противостояние двух школ грамматики.

### Формирование куфийской грамматической школы
Куфийская школа появилась позднее «оппонента» из Басры. Данные о зарождении и развитии этой школы значительно скудны по сравнению с басрийской школой, а грамматические теории куфийцев известны исключительно из полемических выступлений басрийцев. Её основателем считается Абу Джафар ар-Руаси, но достоверные сведения о его научной деятельности отсутствуют. Возможно, легенда о том, что именно ар-Руаси был основателем куфийской школы была придумана Са’лабом во время полемики с басрийцем аль-Мубаррадом.
Древнейшим трактатом куфийцев, который дошёл до нас, является труд перса аль-Кисаи (ум. 805) «Ма йальхану фихи аль-’авамм» («В чём ошибается простой народ» — трактат об ошибках народного языка). Известно, что после обучения на родине он отправился в Басру к Халилю аль-Фарахиди, который посоветовал ему примкнуть к бедуинам, чтобы усовершенствовать знания о языке. Аль-Кисаи сначала жил в Басре, затем перебрался в новый центр мусульманского мира — Багдад, где имел успех и даже стал наставником детей самого халифа Харуна ар-Рашида. Он участвовал в многочисленных учёных диспутах, и в одном из них победил самого Сибавейхи.
Трудно с точностью определить разногласия между этими школами. Возможно, что истинной причиной такого раскола стала личная неприязнь между последователями той или иной школы, а не действительно научная полемика. С течением времени эта грань становилась все более прозрачной, а в IV веке мусульманского летоисчисления (X век) исчезла совсем.

### Дальнейшее развитие школ
В X веке в результате слияния идей басрийской и куфийской школы сформировалась багдадская школа грамматики арабского языка, хотя некоторые авторы отрицают существование багдадской школы и продолжают делить арабских языковедов на басрийцев и куфийцев. Абу Али аль-Фариси и его ученик Ибн Джинни хоть и относили себя к басрийцам, по сути являлись багдадцами. Наиболее известными багдадцами были Ибн Кайсан, Ибн Шукайр и Ибн аль-Хайят, которые вначале обучались у куфийцев, а затем у басрийцев.
Изначально столица халифата Багдад был всего лишь политическим центром, а наука развивалась в других городах вроде Куфы, Басры и т. п. Первым из известных грамматистов в Багдаде был куфиец аль-Кисаи, который стал придворным вельможей и воспитателем сначала Харуна ар-Рашида, а затем и его детей. Куфиец Абу Закария аль-Фарра также жил при дворе халифа и воспитывал сыновей халифа аль-Мамуна. После него преподаванием грамматики в Багдаде занялся Абуль-Аббас Са’лаб (ум. в 904).
Первой встречей куфийской и басрийской школы в Багдаде можно считать диспут между аль-Кисаи и Сибавейхи, который закончился поражением последнего. Однако настоящая борьба между школами началась во времена Са’лаба и басрийца аль-Мубаррада, который также жил в Багдаде. Именно в этот период прежние оппоненты стали сближаться во взглядах, перенимая наилучшее из учений обеих школ, а после смерти аль-Мубаррада в 898 году и Са’лаба в 904 году, оформились в единую багдадскую школу.
Багдадцы не были столь категоричными, как басрийцы и занимали срединную позицию между школами, перенимая должное из чужеродного влияния и не отвергая их полностью. В своих трудах багдадцы обращались и к хадисам пророка Мухаммеда, и к произведениям современных поэтов вроде Башшара и Абу Нуваса.
Кроме того, на территории мусульманской Испании (Ибн Малик, Ибн Сида), Египта и Сирии (Ибн Йа’иш, Ибн аль-Хаджиб, Ибн Хишам аль-Ансари, Ибн Акиль, ас-Суюти) сформировались свои специфические школы в результате синтеза учений басрийцев и куфийцев.

## Отличия
Куфийская система была более непоследовательной по сравнению с басрийской, которая отличалась крайним пуризм, и уделяла больше внимания непосредственно живому разговорному языку, в некоторых случаях разрешая отступление от канонов классического арабского языка.

Метод басрцев часто был подобен прокрустову ложу, в которые втискивались языковые явления. С другой стороны куфцы <…> не могли избежать упрека в склонности только к внешнему и поверхностной интерпретации.
— О. Решер Studies uber Ibn Ginni, «Ztschr. f Assyr», Bd. 23, S. 43
В отличие от Басры, где господствовал педантизм и не было такого разнообразия национальностей и сословий, в Куфе существовало сложное сплетение языков и, как следствие, было затруднительно сохранить чистоту классического арабского языка от чужеродного влияния.
Басриец Абуль-Фадль ар-Рияши говорил: «Мы учимся языку у охотников на ящериц и поедающих тушканчиков (то есть у арабов-бедуинов), а эти (куфийцы) учатся у чернокожих…». Оппоненты упрекали куфийцев в том, что стоило им найти редкую форму слова в стихах, как они тут же принимали её за истину.

### Список некоторых отличий
| Басрийцы: - исм происходит от слова сумувв - глагол выводится из отглагольного имени - глагольное имя повеления не изменяется - сказуемое не может идти перед подлежащим - определение и определяемое слово не разделяются | Куфийцы: - исм происходит от слова васм - отглагольное имя выводится из глагола - глагольное имя повеления изменяется - сказуемое может идти перед подлежащим - определение и определяемое слово могут быть разделены |

## Известные представители
Список приведён по книге «Фихрист» Ибн ан-Надима (конец X века).

| Басрийская школа: - Абу-ль-Асвад ад-Дуали - Иса ибн Умар ас-Сакафи - Юнус ибн Хабиб ад-Дабби - Афар ибн Лакит аль-А’раби (أفار بن لقيط الأعرابي) - Абу-ль-Байда ар-Рияхи (أبو البيداء الرياحي) - Абу Малик ’Амр ибн Киркира (أبو مالك عمرو بن كركرة) - Абу ’Арар (أبو عرار) - Абу Зияд аль-Килаби - Абу Саввар (Саррар) аль-Ганави (أبو سوار [سرار] الغنوي) - Абу-ль-Джамус Саур ибн Язид (أبو الجاموس ثور بن يزيد) - Абу аш-Шамх (أبو الشمخ) - Шубайль ибн ’Азра (’Ар’ара) ад-Дуба’и (شبيل بن عزرة [عرعرة] الضبعي) - Абу ’Аднан (Абу ’Абдуррахман) ’Абд аль-А’ла (أبو عدنان [أبو عبد الرحمن] عبد الأعلى) - Абу Саваба аль-Асади (أبو ثوابة الأسدي) - Абу Хайра аль-А’раби - Абу Шибли (Шанбаль) аль-’Акили (أبو شبلى [شنبل] العقيلي) - Рахмах (Дахмадж) ибн Мухаррар (Мухарриз) аль-Басри (رهمح [دهمج] بن محرر [محرز] البصري) - Абу Мухаллим аш-Шайбани (أبو محلم الشيباني) - Абу Махдия аль-Араби (أبو مهدية الأعرابي) - Абу Масхаль аль-А’раби (أبو مسحل الأعرابي), Абу Мухаммад Абд аль-Ваххаб ибн Хариш - аль-Вахши Абу Сарван аль-’Укли (الوحشي أبو ثروان العكلي) - Абу Дамдам аль-Килаби - ’Амр ибн ’Амир аль-Бахдили (عمرو بن عامر البهدلي) - Джахм ибн Халаф аль-Мазини аль-А’раби (جهم بن خلف المازني الأعرابي) - Муарридж ас-Садуси - Абу-ль-Хасан ’Али ибн аль-Мубарак ал-Лихьяни (أبي الحسن علي بن المبارك اللحياني) - Сайяр ибн Салама - аль-Хасан ибн ’Али аль-Хирмази (الحسن بن علي الحرمازي) - Абу-ль-’Умайсаль аль-А’раби (أبو العميثل الأعرابي) - ’Аббад ибн Кусайб (عباد بن كسيب) - аль-Фак’аси (الفقعسي) - Ибн Абу Субх (ابن أبي صبح) - Раби’а аль-Басри (ربيعة البصري) - Халаф аль-Ахмар - Абу Абдуллах аль-Язиди - Сибавейхи - ан-Надр ибн Шумайл - Аль-Ахфаш аль-Аусат - Кутруб, Абу Али Мухаммад ибн аль-Мустанир - Абу Убайда Ма’мар ибн аль-Мусанна ат-Тайми - Абу Зейд Саид ибн Аус аль-Ансари - Аль-Асмаи - Абу Мухаммад ’Абдуррахман (أبو محمد عبد الرحمن), сын брата аль-Асмаи - Абу Наср Ахмад ибн Хатим аль-Бахили - Абу-ль-Хасан ’Али ибн аль-Мугира аль-Асрам (أبو الحسن علي بن المغيرة الأثرم) - Аль-Джарми - Абу Усман аль-Мазини - ’Абдуллах ибн Мухаммад ибн Харун ас-Саури (عبد الله بن محمد بن هارون الثوري) - Абу Исхак аз-Зияди - Ар-Рияши - Абу Хатим ас-Сиджистани - Аль-Мубаррад - Абу Джафар ат-Табари - Аль-Ушнандани - Мабарман - Абу Исхак аз-Заджжадж - Ибн Дурайд - Ибн ас-Сирадж - Абу Саид ас-Сирафи - Ибн Дуруставайхи - Абу Али аль-Фариси | Куфийская школа: - Абу Джафар ар-Руаси - Муаз аль-Харра - Аль-Кисаи - Абу-ль-Хасан аль-Ахмар - Халид ибн Кульсум ибн Самир аль-Кальби аль-Куфи (خالد بن كلثوم بن سمير الكلبي الكوفي) - Абу Закария аль-Фарра - Салама ибн ’Асим (سلمة بن عاصم) - Ат-Туваль - Абу Амр аш-Шайбани - Абу Абдуллах ибн аль-Араби - Аль-Касим ибн Маан - Сабит ибн Абу Сабит (ثابت بن أبي ثابت) - Ибн Саадан - Хишам ад-Дарир - Абу Мухаммад аль-Хаттаби (أبو محمد عبد الله بن محمد الخطابي) - Иса ибн Мардан аль-Куфи (عيسى بن مردان الكوفي) - Хишам ибн Ибрахим аль-Карнабани аль-Ансари (هشام بن إبراهيم الكرنباني الانصاري) - Ибн Канаса (ابن كناسة) - Саадан ибн аль-Мубарак (سعدان بن المبارك) - Абу-ль-Хасан Али ибн Абдуллах ат-Туси (أبو الحسن علي بن عبد الله الطوسي) - Абу Убайд аль-Касим ибн Саллам - Барзах ибн Мухаммад аль-’Аруди (برزخ بن محمد العروضي) - Ибн ас-Сиккит и его отец ас-Сиккит (السكيت) - Аль-Хазанбаль (الحزنبل), Абу Абдуллах Мухаммад ибн Абдуллах - Абу ’Асида Ахмад ибн ’Убайд ибн Насих - Аль-Муфаддал ибн Салама - Са’уда (صعوداء), Абу Са’ид Мухаммад ибн Хубайра аль-Асади - Са’лаб - Абу Мухаммад ’Абдуллах ибн Мухаммад аш-Шами (أبو محمد عبد الله بن محمد الشامي) - Ибн аль-Хаиль (ابن الحائل), Харун аль-Багдади аль-Яхуди - Абу-ль-Касим аль-Анбари (القاسم الأنباري) и его сын Ибн аль-Анбари - Абу Умар аз-Захид |